# العلاقات البرازيلية الهندية
العلاقات البرازيلية الهندية يقصد بها العلاقات الثنائية بين البرازيل والهند.
تستند هذه العلاقات إلى رؤية عالمية مشتركة، وقيم ديمقراطية مشتركة والتزام بتعزيز النمو الاقتصادي الشامل من أجل رفاهية شعبي البلدين. كانت البرازيل أول دولة لاتينية أمريكية تؤسس علاقات دبلوماسية مع الهند في عام 1948. توثقت الروابط بينهما لتصل إلى شراكة إستراتيجية في عام 2006، مما شكل بداية لمرحلة جديدة في العلاقات الثنائية. كلا البلدين هما عضوين في مجموعة بريكس ومجموعة العشرين وإيبسا ومجموعة جي4 وتتطلعان للحصول على مقعد دائم في مجلس أمن الأمم المتحدة.
كان الرئيس البرازيلي جايير بولسونارو الضيف الرئيسي في احتفالات الهند بيوم الجمهورية في عام 2020.
وفقًا لاستطلاع خدمة بي بي سي العالمي، فإن 26% فقط من البرازيليين ينظرون إلى تأثير الهند بشكل إيجابي. تنقسم أيضًأ آراء الهنود بالبرازيل بشكل حاد، حيث أن نظرة 20% منهم إيجابية و18% منهم ذوي نظرة سلبية.

## تاريخها
تعود جذور علاقات الهند مع البرازيل إلى خمسة عقود. تم الاعتراف رسميًا ببيدرو ألفاريس كابرال البرتغالي بأنه أول أوروبي «اكتشف» البرازيل في عام 1500. أرسل ملك البرتغال كاربال إلى الهند بعد عودة فاسكو دا غاما من رحلته الرائدة إلى الهند. حسب ما أوردت تقارير فإن كاربال ضاع عن مساره وهو في طريقه إلى الهند. أصبحت البرازيل مستعمرة برتغالية مهمة ومحطة توقف في الرحلة الطويلة إلى غوا. أدى هذا الارتباط البرتغالي إلى حدوث تبادل بالعديد من المحاصيل الزراعية بين الهند والبرازيل في أيام الاستعمار. تم أيضًا استيراد الماشية الهندية إلى البرازيل. معظم الماشية الموجودة في البرازيل هي من أصل هندي.
تأسست العلاقات الدبلوماسية بين الهند والبرازيل في عام 1948. افتُتحت السفارة الهندية في ريو دي جينيرو بتاريخ 3 مايو، 1948، وانتقلت إلى برازيليا في 1 أغسطس، 1971.
شكلت عملية إنهاء استعمار الأراضي الحبيسة البرتغالية في الهند وبشكل أساسي غوا، واحدة من أكبر مصادر التوتر بين الدولتين. على الرغم من الضغط الذي مارسته الهند على البرتغال للانسحاب من شبه القارة الهندية، فإن البرازيل دعمت مطالبة البرتغال بغوا. لم تغير البرازيل من نهجها حتى عام 1961، عندما أصبح من الواضح أن الهند ستنجح في السيطرة على غوا بالقوة من البرتغال التي تضعف بشكل متزايد، والتي واجهت العديد من المشاكل الداخلية في تشكيل تهديد عسكري قوي على الهند. مع ذلك، عندما تغلبت جيوش نيهرو على المقاومة البرتغالية واحتلت غوا، انتقدت الحكومة البرازيلية الهند بشكل حاد بسبب انتهاكها للقانون الدولي. في حين حاولت البرازيل أن تفسر للهند موقفها الذي كان من المفروض أن يفهم في سياق تقليد طويل من الصداقة بين البرازيل والبرتغال، فإن الحكومة الهندية شعرت بخيبة أمل شديدة لأن البرازيل، مستعمرة ديمقراطية سابقة، تدعم البرتغال غير الديمقراطية ضد الهند الديمقراطية المستقلة مؤخرًا.
كان يتم التجارة بالفلفل خلال فترة الإمبراطورية البرتغالية من العالم الجديد إلى الهند وكانت تُرسَل الأبقار في الاتجاه المعاكس، إلى جانب تجارات أخرى.
وافقت البرازيل في عام 2009 على بيع 100 صاروخ مارس-1 مضاد للإشعاع إلى باكستان على الرغم من ضغط الهند على البرازيل كي لا تفعل ذلك. وصف وزير الدفاع البرازيلي نيلسون جوبي هذه الصواريخ بأنها «طرق فعالة جدًا لمراقبة» المناطق التي تحلق فيها الطائرات الحربية، وقال إن الصفقة مع باكستان بلغت 85 مليون يورو (167.6 مليون دولار). ورفض احتجاجات الهند. قال السيد جوبيم «إن البرازيل تتفاوض مع باكستان، وليس مع الإرهابيين». «وإن إلغاء هذه الصفقة سيعني نسب النشاطات الإرهابية للحكومة الباكستانية».

## مقارنة بين البلدين
هذه مقارنة عامة ومرجعية للدولتين:
| وجه المقارنة                                              | البرازيل | الهند                       |
| --------------------------------------------------------- | --- | --------------------------- |
| المساحة (كم2)                                             | 8.52 مليون | 3.29 مليون                  |
| عدد السكان (نسمة)                                         | 202.66 مليون | 1.35 مليار                  |
| الكثافة السكانية (ن./كم²)                                 | 23.79 | 410.33                      |
| العاصمة                                                   | برازيليا، ريو دي جانيرو | نيودلهي                     |
| اللغة الرسمية                                             | برتغالية برازيلية، Brazilian Sign Language ‏ | اللغة الهندية، لغة إنجليزية |
| العملة                                                    | ريال برازيلي، كروزيرو ريال برازيلي ‏، كروزيرو البرازيلية (1990–1993)، البرازيلي كروزادو نوفو، كروزادو برازيلي، cruzeiro ‏، كروزيرو البرازيلية (1942–1967)، الريال البرازيلي (قديم) | روبية هندية                 |
| الناتج المحلي الإجمالي (بليون دولار)                      | 2.06 تريليون | 2.60 تريليون                |
| الناتج المحلي الإجمالي (تعادل القوة الشرائية) بليون دولار | 3.22 تريليون | 8.00 تريليون                |
| الناتج المحلي الإجمالي الاسمي للفرد دولار أمريكي          | 8.54 ألف | 1.60 ألف                    |
| الناتج المحلي الإجمالي للفرد دولار أمريكي                 | 15.89 ألف | 5.70 ألف                    |
| مؤشر التنمية البشرية                                      | 0.754 | 0.609                       |
| رمز المكالمات الدولي                                      | +55 | +91                         |
| رمز الإنترنت                                              | .br | .in، .भारत ‏، .بھارت ‏،        |
| المنطقة الزمنية                                           | | ت ع م+05:30، توقيت الهند    |

## مدن متوأمة
في ما يلي قائمة باتفاقيات التوأمة بين مدن برازيلية وهندية:
- ترتبط كامبو غراندي مع سريناغار باتفاقية توأمة.
- ترتبط ريو دي جانيرو مع أحمد آباد باتفاقية توأمة منذ 1969.

## منظمات دولية مشتركة
يشترك البلدان في عضوية مجموعة من المنظمات الدولية، منها:
| علم المنظمة | اسم المنظمة                        | تاريخ انضمام البرازيل | تاريخ انضمام الهند |
| ----------- | ---------------------------------- | --------------------- | ------------------ |
|             | مجموعة العشرين                     | ?                     | ?                  |
|             | منظمة التجارة العالمية             | ?                     | 1995               |
|             | الاتحاد البريدي العالمي            | ?                     | ?                  |
|             | يونسكو                             | 4 نوفمبر 1946         | 4 نوفمبر 1946      |
|             | الفريق المعني برصد الأرض           | ?                     | ?                  |
|             | مؤسسة التمويل الدولية              | 31 ديسمبر 1956        | 20 يوليو 1956      |
|             | منظمة حظر الأسلحة الكيميائية       | ?                     | ?                  |
|             | مؤسسة التنمية الدولية              | 15 مارس 1963          | 24 سبتمبر 1960     |
|             | نظام تحكم تكنولوجيا القذائف        | 1995                  | 2016               |
|             | وكالة ضمان الاستثمار متعدد الأطراف | 7 يناير 1993          | 6 يناير 1994       |
|             | الاتحاد الدولي للاتصالات           | 4 يوليو 1877          | 1869               |
|             | منظمة الشرطة الجنائية الدولية      | ?                     | ?                  |
|             | الأمم المتحدة                      | 24 أكتوبر 1945        | 30 أكتوبر 1945     |
|             | البنك الدولي للإنشاء والتعمير      | 14 يناير 1946         | 27 ديسمبر 1945     |
|             | البنك الإفريقي للتنمية             | ?                     | ?                  |
|             | مجلس الأمن التابع للأمم المتحدة    | 1946                  | 1950               |
|             | بريكس                              | ?                     | ?                  |

## أعلام
هذه قائمة لبعض الشخصيات التي تربطها علاقات بالبلدين:
- برونا عبد الله (ممثلة برازيلية، 24 أكتوبر 1979 –)

## وصلات خارجية
- موقع وزارة الخارجية البرازيلية
- موقع وزارة الخارجية الهندية